# Pitonerne
13°48′25″N 61°4′13″V / 13.80694°N 61.07028°V
Pitonerne er to vulkanske kratere på Saint Lucia 's sydvestlige kyst. De er meget stejle og over 700 meter høje. Den sydlige bjergtop hedder Gros Piton ("Great Piton") er den højeste med en højde på 770 m, og er tre kilometer bred ved basis. Den nordlige top kaldet Petit Piton ("Little Piton") er 743 meter høj og en kilometer bred ved basen. De to toppe er forbundet af højderyggen Piton Mitan. 
Området blev i 2004 optaget på UNESCOs Verdensarvsliste.

## Galleri
- Pitonerne  set fra nordvest.
- Gros Piton set fra Piton Mitan.
- Petit Piton set  fra Piton Mitan.